# Kőrösi János
Kőrösi János (Kecskemét, 1814 –  Körösladány, 1897) református lelkész.

## Életútja
Fiatalon, a harmincas éveiben került Körösladányba, Berei János, a helyi lelkipásztor hívására 1847-ben.  Az előd hamarosan elhunyt,  a forradalom idején rendes lelkésznek választották az addigi segédlelkészt, aki szolgálatát  Körösladányban  végezte egészen 1897-ben bekövetkezett haláláig. Ezzel a 49 évvel Körösladányban Kőrösi János töltött legtöbb időt Isten és a hívek szolgálatában. Felesége, Füredi Zsuzsanna 1834-től 1900-ig élt. Sírhelyüket évekkel ezelőtt a Körösladányi Református Egyházközség felújította.
Kőrösi János által nemcsak a gyülekezet, hanem a falu is fejlődött. A presbitériummal együtt a meglévő 3 tanítói állás mellé 1863-ban a 4., majd 1879-ben 5. és 6. tanítói állásokat is megszervezték. Körösladányban az ő irányításával épülhetett ki az iskolai hálózat, a római katolikus iskola, illetve az izraelita iskola működése mellett.
Idézet az egykori jegyzőkönyvből: "Az ő idejében épült a paplak és az új paplak veteményeskertje mellett levő iskola 1894-ben."

## Emlékezete
A presbitérium 2023 áprilisában egyhangúlag úgy döntött, hogy a körösladányi református iskola Kőrösi Jánosnak a nevét veszi fel.
|  |